# MacNytt
MacNytt var en Macintosh-orienterad nyhetssajt och community med drygt 9 900 medlemmar vid den officiella nedläggningen i juli 2007. Nyheterna skrevs av ideellt arbetande skribenter och handlade om det mesta som berörde Mac, Ipod och Apple Inc. såsom ny hårdvara och ny programvara. Nyheterna kunde läsas av alla som besökte sidan, men ville man kommentera nyheterna var man tvungen att registrera sig som medlem. Medlemskap gav även rätt att skriva så kallade gästnyheter eller skicka nyhetstips till redaktionen. 
Ansvarig utgivare var under åren 1999-2006 Patric Malm. Efter Patric Malms bortgång i oktober 2006 saknade MacNytt såväl ansvarig utgivare som drivkraft, och i juni 2007 öppnade ett antal av de övriga skribenterna en ny community, Kommando-N (se nedan).

## Historia
MacNytt startades i Göteborg 1998 av bland annat Magnus Hammar och Henrik Wannheden, men köptes i juni 1999 upp av Patric Malm och Applepaj AB. Sajten drevs utan vinstintresse och var därför reklamfri med undantag för ett fåtal sponsrade länkar för Apple Store Sverige som var tänkt att täcka driftkostnaderna. Medlemskap var kostnadsfritt.
MacNytt har genom åren samarbetat med de flesta av Sveriges MUG:ar (Macintosh User Groups) och även haft stor del i biståndsprojektet  Macs-to-Africa. MacNytt stod under flera år även bakom Sveriges enda LAN-party för Macanvändare: MacLan.
MacNytt skapades som en reaktion på att ett av Sveriges första communityn, Bonnier-ägda MacPower lades ner i början av 1998 efter bara sju månaders verksamhet. Efter att ha fått nobben av IDG i försöken att återuppliva MacPower startades MacNytt av några entusiaster på en mailinglista.  
MacNytt var vid nerläggningen i juli 2007 den mest långlivade Mac-communityn i Sverige. Totalt publicerades över 10 000 nyheter och tester på sajten.
Ur MacNytt (som reaktion på eller startad av skribenter från) har konkurrenter som 99Mac, Macfeber och iLove sprungit.

## Medlemmar
Medlemssystemet startades 1 december 1999. I juli 2007 uppgick antalet registrerade konton till 9 886 stycken. Medlem nummer 10 000 registrerade sig den 6 februari 2009, alltså drygt ett och ett halvt år efter den officiella nerläggningen.

## Olika format
- WWW: sedan 1998/99 på adressen macnytt.com och macnytt.se
- WAP: sedan 2002 på adressen wap.macnytt.com och wap.macnytt.se
- IRC: på IRC-servern irc.freenode.net finns rummet #macnytt.
- Tidning: det fanns länge planer på en pappersutgåva av MacNytt, men det slutade vid ett provnummer.

## Medlemsträffar
Vid ett par tillfällen har MacNytt ordnat medlemsträffar, framför allt vid invigningar av nya Apple Centers eller vid lansering av nya produkter från Apple Computer.

## MacLan
MacNytt har vid ett par tillfällen anordnat ett LAN-party under namnet MacLan. Eftersom en betydande majoritet av deltagarna på andra LAN som Dreamhack är Windows-användare så har MacLan varit enda chansen för Sveriges Macanvändare att träffas i större antal för att spela spel, byta filer och hjälpa varandra att programmera. Sedan november 2006 har MacLan knoppats av från MacNytt och drivs numera som ideell förening.

## Kommando-N
Sedan MacNytts grundare och ansvarig utgivare Patric Malm avlidit i oktober 2006 tyckte de kvarvarande skribenterna att det var dags att skapa något nytt. En av anledningarna till att man valde att starta ett nytt community var att källkoden till MacNytt inte var tillgänglig, en annan anledning var att aktiviteten på MacNytt varit ganska så sparsam de senaste åren. Det nya communityt Kommando-N (efter kortkommandot ⌘-N som används för att skapa nya dokument etcetera) öppnades för allmänheten den 28 juni 2007 och MacNytt förvandlades till en statisk minnessida. Förutom de anslutna skribenterna hade även vanliga medlemmar möjligheten att skriva artiklar. Den 13 november 2007 tillkännagavs att inga fler artiklar skulle publiceras på Kommando-N med omedelbar verkan. Som orsak angavs bristande energi och drivkraft. Kommando-Ns diskussioner var dock tillgängliga till 30 november 2007.

## Övrigt
Helsingborgs Dagblads ungdomscommunity Kax är uppbyggt efter mönster från MacNytt. I Danmark har siten MacNyt.dk funnits sedan 1996. Denna är dock helt fristående från MacNytt.